# Erik Refilsson
Erik Refilsson (n. 808) fue un caudillo vikingo, rey de Suecia de la dinastía casa de Munsö, que reinó a principios del siglo IX. La saga Hervarar, una de las fuentes contemporáneas que citan a los reyes suecos, cita:
Los hijos de Björn Brazo de Hierro fueron Erik y Refil. El último un príncipe guerrero y rey del mar. Erik gobernó el reino de Suecia después de su padre, pero vivió poco tiempo. Entonces Erik, hijo de Refil, le sucedió en el trono.
Aparentemente fue un rey con mucha influencia y éxito. El arzobispo Remberto relata una segunda visita de su amigo Ansgar a Birka y cita expresamente que Erik (Erik que sucede a Björn) había sido elevado a la categoría de dios en lugar del nuevo dios.
Skáldatal también le cita cuando menciona al escaldo Álfr jarl inn litli como miembro de la corte.